# Championnat du Koweït de football 2022-2023
Navigation
Saison précédente Saison suivante
La saison 2022-2023 du Championnat du Koweït de football est la soixante-et-unième édition du championnat de première division au Koweït. 
Le club Koweït SC est le tenant du titre.
À partir de cette saison la fédération instaure un nouveau format avec une phase régulière où toutes les équipes se rencontrent deux fois, puis le championnat est scindé en deux. Les six premiers joue ensuite pour le championnat et les quatre derniers pour la relégation.

## Clubs participants
- Al Arabi Sporting Club
- Qadsia Sporting Club
- Koweït SC
- Kazma Sporting Club
- Al Nasr Koweït
- Al-Salmiya SC
- Al Tadamon Sporting Club
- Al Fehayheel
- Al Sahel SC - promu
- Al Jahra - promu

## Compétition

### Classement
Le barème utilisé pour établir le classement est le suivant :
- Victoire : 3 points
- Match nul : 1 point
- Défaite : 0 point

| Rang | Équipe                 | Pts | J  | G | N | P  | Bp | Bc | Diff |
| ---- | ---------------------- | --- | -- | - | - | -- | -- | -- | ---- |
| 1    | Koweït SC T            | 35  | 18 | 9 | 8 | 1  | 37 | 22 | +15  |
| 2    | Kazma Sporting Club    | 29  | 18 | 8 | 5 | 5  | 33 | 27 | +6   |
| 3    | Qadsia Sporting Club   | 29  | 18 | 8 | 5 | 5  | 30 | 24 | +6   |
| 4    | Al Arabi Sporting Club | 28  | 18 | 7 | 7 | 4  | 31 | 22 | +9   |
| 5    | Al Fehayheel           | 24  | 18 | 7 | 3 | 8  | 31 | 31 | 0    |
| 6    | Al-Salmiya SC          | 23  | 18 | 5 | 8 | 5  | 25 | 22 | +3   |
| 7    | Al Jahra P             | 23  | 18 | 6 | 5 | 7  | 21 | 25 | -4   |
| 8    | Al Nasr Koweït         | 21  | 18 | 5 | 6 | 7  | 30 | 40 | -10  |
| 9    | Al Tadamon             | 16  | 18 | 4 | 4 | 10 | 19 | 35 | -16  |
| 10   | Al Sahel SC P          | 14  | 18 | 3 | 5 | 10 | 22 | 31 | -9   |

| Légende : Qualifications | Légende : Qualifications                                                                         |
| ------------------------ | ------------------------------------------------------------------------------------------------ |
|                          | Qualification pour la poule championnat                                                          |
|                          | Qualification pour la poule de relégation                                                        |
|                          | T : Tenant du titre 2021-2022 C : Vainqueur de la Coupe du Koweït P : Promu de deuxième division |

### Poule championnat
| Rang | Équipe                 | Pts | J  | G  | N  | P  | Bp | Bc | Diff |
| ---- | ---------------------- | --- | -- | -- | -- | -- | -- | -- | ---- |
| 1    | Koweït SC T C          | 55  | 28 | 15 | 10 | 3  | 65 | 33 | +32  |
| 2    | Al Arabi Sporting Club | 49  | 28 | 13 | 10 | 5  | 53 | 34 | +19  |
| 3    | Kazma Sporting Club    | 46  | 28 | 13 | 7  | 8  | 51 | 47 | +4   |
| 4    | Qadsia Sporting Club   | 41  | 28 | 11 | 8  | 9  | 44 | 44 | 0    |
| 5    | Al Fehayheel           | 31  | 28 | 9  | 4  | 15 | 44 | 51 | -7   |
| 6    | Al-Salmiya SC          | 30  | 28 | 7  | 9  | 12 | 37 | 46 | -9   |

| Légende : Qualifications | Légende : Qualifications                                                                         |
| ------------------------ | ------------------------------------------------------------------------------------------------ |
|                          | Qualification pour la Coupe de l'AFC                                                             |
|                          | T : Tenant du titre 2021-2022 C : Vainqueur de la Coupe du Koweït P : Promu de deuxième division |

### Poule relégation
| Rang | Équipe         | Pts | J  | G | N | P  | Bp | Bc | Diff |
| ---- | -------------- | --- | -- | - | - | -- | -- | -- | ---- |
| 1    | Al Nasr Koweït | 34  | 24 | 9 | 7 | 8  | 41 | 47 | -6   |
| 2    | Al Jahra P     | 30  | 24 | 8 | 6 | 10 | 28 | 36 | -8   |
| 3    | Al Tadamon     | 23  | 24 | 6 | 5 | 13 | 28 | 47 | -19  |
| 4    | Al Sahel SC P  | 21  | 24 | 5 | 6 | 13 | 31 | 37 | -6   |

| Légende : Qualifications | Légende : Qualifications       |
| ------------------------ | ------------------------------ |
|                          | Relégation directe             |
|                          | P : Promu de deuxième division |

## Bilan de la saison
| Championnat du Koweït de football 2022-2023 |                        |
| Champion                                    | Koweït SC (18e titre)  |
| Coupes et trophées                          |                        |
| Vainqueur de la Coupe du Koweït 2022-2023   | Koweït SC              |
| Qualifications continentales                |                        |
| Coupe de l'AFC 2023-2024                    | Koweït SC              |
| Coupe de l'AFC 2023-2024                    | Al Arabi Sporting Club |
| Promotions et relégations                   |                        |
| Promus en Premier League                    |                        |
| Relégués en First Division                  | Al Tadamon             |
| Relégués en First Division                  | Al Sahel SC            |